# 라이따이한
라이따이한(베트남어: Lai Đại Hàn / 騾大韓?) 혹은 한국계 베트남인/한국계 월남인(韓國系越南人)은 대한민국이 1964년부터 참전한 베트남 전쟁에서 대한민국 국군 병사와 현지 베트남 여성의 결혼으로 태어난 2세를 뜻한다. 파리 협정에 따른, 한국군의 철수와 그 후의 남베트남 정부의 붕괴로 이어지는 순간 속에서 ‘적군의 아이’로 차별받았다. 단어 ‘라이따이한’에서 ‘라이’(베트남어: Lai / 騾?)는 베트남에서 경멸의 의미를 포함한 ‘잡종’을 뜻하며, ‘따이 한’(베트남어: Đại Hàn / 大韓?)은 ‘대한’을 베트남어식으로 읽은 것이다. 라이따이한에 대한 정확한 수치는 확실하지 않으나 조사에서 가장 신뢰되는 조사에서는 최소 30명 최대 300명으로 보나 정확한 수의 조사는 이루어진 적이 없다.

## 배경
당시, 반공주의를 국시로 하던 대한민국의 박정희 정권은 미국에 베트남 참전을 요구하며, 베트남 파병을 추진하였다. 남베트남에 파병된 대한민국 국군은 2개 사단과 1개 여단 등으로, 총 누적인원 31만 명, 최대 5만 명까지 파견되었다. 또한, 베트남 특수를 기대한 산업 자본이나 민간인들도 진출하여, 전성기에는 2만 명에 가까운 대한민국 사람들이 남베트남에서 활동하였다.
이러한 상황 속에서 라이따이한은 대한민국 국민 남성과 남베트남 국민 여성과의 사이에서 이들 거의 대부분 민간인에 의한 소개로 사실혼 관계 등으로 태어났다. 당시 국정상 위기에 있던 남베트남인들은 보트 피플 난민이 되는 것보다 한국인들에 시집보내는 것이 일종의 탈출 보험과 같았다.
참고로 당시 미국인과 베트남인 사이의 혼혈은 최소 2만 최대 3만 이른다고 알려져 있다.
각지의 대한민국 국군의 학살 및 폭력 사건의 생존자들의 증언 중의 공통점으로는 부녀자에 대한 강간이 포함되어 있다. 맹호 사단의 한 병사가 마을의 처녀를 강간하고는 군법 회의에 회부되기도 하였다. 이를보아 강간등의 민간인 대상 범죄에 대해선 엄격했다는 것을 보여준다. 전투종료 전과 후의 국군의 방침이 다른 것처럼 말하는 일부 사람도 있으나 대한민국 국군은 전투시에나 전투 종료 후에나 전쟁범죄에 대해선 항상 똑같은 방침과 잣대를 가지고 있었다.
라이따이한의 일부가 한국군에 의한 강간으로 태어났다는 주장은 지속적으로 제기되어왔으나 이는 인정된 것이 아니다. 남베트남과 대한민국이 동맹국인 상황에서 남베트남을 돕기 위해 파병된 대한민국 군인이 민간인 여성을 강간한다는 건 파병의 명분조차 흔드는 엄청난 대형 군기위반 사고이므로 군법회의에 회부되고 처벌도 크기에 쉽게 벌어진 일이 아니라는 주장도 있다. 실제로 강간이 벌어진 경우도 군법회의에 넘겨지기 때문에, 현지에서 강간죄로 군법회의가 벌어진 횟수를 파악해서 근거로 가져오지 않는 한 무턱대고 그런 일이 많았다고 주장하는 건 무고이다.

## 대한민국에서의 반응
라이따이한을 테마로 한 다큐멘터리 《라이따이한의 눈물》이나, 라이따이한이 주인공인 텔레비전 드라마 《황금신부》가 방송되고, 한겨레 등에서 베트남에서의 대한민국 국군의 전쟁 범죄나 라이따이한 문제를 적극적으로 다루자, 대한민국의 사회 문제로 대두되었다. 하지만, 그 때마다 퇴역 베트남 참전 단체로부터 강한 항의를 받았으며, 2000년 6월 27일에는 고엽제 후유증 전우회 등이 한겨레 신문을 상대로 시위를 벌여, 파손, 방화, 무단 침입 등으로 재산 피해가 발생하였다.
라이따이한 자신이 한국인 부친에 대한 친자 소송에서 승소하여 대한민국 국적을 취득한 경우도 있는데, 2002년 7월에 베트남인 레빈탄렌은 서울지법에 인지청구소송을 내어 승소하여 대한민국 국적을 취득하기도 하였다. 이와 관련하여 2006년 노무현 정부에서는 ‘라이따이한’ 및 2세 혼혈인 코피노 등이 대한민국 국적을 취득하기를 원할 경우에는 한국인 아버지가 친자관계 확인을 거부하더라도, 사진 등의 객관적으로 입증할 수 있는 수단이 있으면, 대한민국 국적을 부여하는 법안을 검토하겠다고 밝히기도 하였다.

### 대책
라이따이한이 표면화된 이후에도 대한민국 정부에서는 보훈책이 제시되지 않았지만, 대한민국의 기독교 단체와 베트남 정부의 지원을 통해, 직업 훈련 학교 등의 지원 시설이 설립되었고, 무상으로 직업 훈련과 한국어 교육을 지원하는 등의 활동이 실시되었다. 하지만, 이러한 활동은 라이따이한의 지원보다, 베트남 국민을 대상으로 한 활동으로 변질되었다는 비판을 받았다.

## 기타
전시 하의 베트남에서는 미국군 병사와 베트남인 여성 사이에서도 결혼에 나타났는데 베트남 통일 후에는 라이따이한과 같이 적국의 아이로 여겨져, 차별과 냉대의 대상이 되었다. 미국 정부는 1987년부터 관련 혼혈아와 그 가족들의 이주를 허용하고 있다.

## 같이 보기
- 재한 베트남인
- 재베트남 한국인
- 코시안
  - 코피노
- 코레코레아
- 아메라시안
- 전쟁 성범죄
- GI 베이비